# Boyd Mwila
Boyd Mwila (28 luglio 1984) è un ex calciatore zambiano, di ruolo attaccante.

## Carriera

### Club
Mwila giocò con la maglia dei Chiparamba Great Eagles, prima di trasferirsi in Svezia, all'Örgryte. Rimase in squadra dal 2003 al 2008, anno in cui contribuì alla promozione dei rossoblu in Allsvenskan con 6 gol in 27 presenze. Passò poi al Djurgården, con cui esordì in campionato in data 6 aprile 2009, subentrando a Sebastian Rajalakso nella vittoria per 1-0 sull'Örebro. Il 4 maggio realizzò la prima rete, nella vittoria per 2-1 sul GAIS.
Nel 2010, si trasferì al Trollhättan, prima in prestito e poi a titolo definitivo. Debuttò in squadra l'11 aprile 2010, in occasione del pareggio a reti inviolate contro l'Assyriska. Il 5 maggio realizzò la prima rete, sancendo il successo per 1-0 sul Väsby United. Rimase al Trollhättan fino al 2012. Nel 2013, fu in forza al Gauthiod.
Continuò a giocare nelle serie minori svedesi fino al 2016, quando tornò in Zambia per gestire un'azienda di taxi.

### Nazionale
Tra il 2004 e il 2005, giocò 6 partite per lo Zambia.